# Manuel Modesto del Burgo
Manuel Modesto del Burgo fue un sacerdote y político peruano.
Fue miembro del Congreso General Constituyente de 1827 por el departamento de Junín llegando a ser vicepresidente del congreso tras Juan Tomas Moscoso y Velasco que fue elegido presidente. Dicho congreso constituyente fue el que elaboró la segunda constitución política del país. En los años 1830 y 1840, se desempeñó como cura de la diócesos de Pasco dirigiendo incluso la comisión de control de diezmos y las capellanías de la localidad.